# 推論役割意味論
推論役割意味論（すいろんやくわりいみろん、Inferential role semantics）とは、意味論へのアプローチの一つであり、任意の表現の意味を他の表現との関係（通常は他の表現との推論関係）に見出す立場である。推論主義（inferentialism）、意味論的推論主義（semantic inferentialism）、概念役割意味論（conceptual role semantics）、機能役割意味論（functional role semantics）、手続き的意味論（procedural semantics）とも呼ばれる。指示（denotations）こそが主要な意味であるとする指示主義（denotationalism）と対立するアプローチである。

## 概要
ゲオルク・ヴィルヘルム・フリードリヒ・ヘーゲルが、現在「推論主義（inferentialism）」と呼ばれる立場の初期の支持者と考えられている。彼によれば、公理の根拠と推論の妥当性の基礎は正しい帰結そのものなのであって、公理が帰結を説明するわけではない。
意味論的推論主義の現代の支持者には、ロバート・ブランダム、ギルバート・ハーマン、ポール・ホーウィッチ、およびネッド・ブロックが含まれる。推論役割意味論は、後期ルードヴィヒ・ヴィトゲンシュタインの研究から生まれた。
ジェリー・フォーダーが「推論役割意味論」という言葉の名付け親であるが、彼の目的は全体論的（holistic、すなわち本質的に非合成的な（non-compositional））意味論的アプローチを批判するためであった。推論役割意味論は、真理条件意味論（truth-conditional semantics）としばしば対比される。
このアプローチは、意味を推論プロセスと関連付ける形式意味論（semantics of logic）における証明論的意味論（proof-theoretic semantics）と関連付けられる。
意味論的推論主義は論理的表出主義（logical expressivism）や意味論的反実在論（semantic anti-realism）と関連付けられる。

## 関連文献
- 上田知夫「概念役割意味論を用いた信念報告の分析」『科学哲学』第49巻第1号、2016年、19-35頁、doi:10.4216/jpssj.49.1-19。